# 1972 en combiné nordique
| Années du combiné nordique : 1969 - 1970 - 1971 - 1972 - 1973 - 1974 - 1975    |
| Décennies du combiné nordique : 1940 - 1950 - 1960 - 1970 - 1980 - 1990 - 2000 |

Cette page reprend les résultats de combiné nordique de l'année 1972.

## Festival de ski d'Holmenkollen
Comme l'année précédente, l'épreuve de combiné de l'édition 1972 du festival de ski d'Holmenkollen fut remportée par le Finlandais Rauno Miettinen. Il gagne devant l'Allemand de l'Est Günther Deckert tandis que le Norvégien Gjert Andersen.

## Jeux du ski de Lahti
Deux champions d'Allemagne de L'Est sont sur le podium de l'épreuve de combiné des Jeux du ski de Lahti 1972 : Karl-Heinz Luck, champion 1969, remporte l'épreuve devant Hans Hartleb, champion 1971. Le coureur Finlandais Rauno Miettinen complète le podium.

## Jeux du ski de Suède
Les Jeux du ski de Suède 1972 eurent lieu à Lycksele. L'épreuve de combiné fut remportée par un coureur finlandais, Erkki Kilpinen, devant les Polonais Kazimierz Długopolski et Stefan Hula.

## Jeux olympiques
Les Jeux olympiques d'hiver eurent lieu à Sapporo, au Japon. L'épreuve de combiné fut remportée par l'Est-Allemand Ulrich Wehling devant le Finlandais Rauno Miettinen. Le compatriote du vainqueur Karl-Heinz Luck remporte la médaille de bronze.

## Universiade
L'Universiade d'hiver de 1972 s'est déroulée à Lake Placid, dans l'État de New-York, aux États-Unis. L'épreuve de combiné fut remportée par le Soviétique Vladimir Rusinov devant le Japonais H. Nakano. Le Tchécoslovaque Ladislav Rygl est troisième.

## Coupe de la Forêt-noire
La coupe de la Forêt-noire 1972 fut remportée par l'Allemand de l'Ouest Franz Keller.

## Championnat du monde juniors
Le Championnat du monde juniors 1972 a eu lieu à Tarvisio, en Italie. Il a couronné le Soviétique Farit Zakirov devant le Polonais Jan Legierski (pl).
Son compatriote Andrzej Staszel termine troisième.

## Championnats nationaux

### Championnats d'Allemagne
Les résultats des deux championnats d'Allemagne de combiné nordique 1972 manquent.

### Championnat d'Estonie
Le Championnat d'Estonie 1972 s'est déroulé à Otepää. Il fut remporté par Tõnu Haljand, dont c'est là le cinquième titre de champion national. Il devance Tiit Talvar, qui fut vice-champion deux années auparavant. Paul Männik complète le podium.

### Championnat des États-Unis
Le championnat des États-Unis 1972 s'est tenu à Putney, dans le Vermont. Il a été remporté par Mike Devecka (de).

### Championnat de Finlande
Les résultats du championnat de Finlande 1972 manquent.

### Championnat de France
Les résultats du championnat de France 1972 manquent.

### Championnat d'Islande
Le championnat d'Islande 1972 fut remporté par Björn Þór Ólafsson, qui remportait là son troisième Championnat consécutif.

### Championnat d'Italie
Le championnat d'Italie 1972 fut remporté par Ezio Damolin devant Leonardo De Crignis et Modesto De Silvestro. Pour la première fois depuis 1965, Fabio Morandini, pourtant champion sortant, ne figure pas sur le podium.

### Championnat de Norvège
Pour la troisième fois consécutive le championnat de Norvège est remporté par Kåre Olav Berg. Il s'impose devant Pål Schjetne, suivi par Gjert Andersen.

### Championnat de Pologne
Le championnat de Pologne 1972 fut remporté par Józef Zubek (pl), du club WKS Zakopane.

### Championnat de Suède
Le championnat de Suède 1972 fut remporté pour la cinquième fois consécutive par Sven-Olof Israelsson, du club Dala-Järna IK. Le club champion fut le Umeå-Holmsund SK.

### Championnat de Suisse
Les résultats du Championnat de Suisse 1972 manquent.